# The Servant
The Servant (no Brasil O Monge e o Executivo; em Portugal Servir para Liderar), é um livro escrito por James C. Hunter sobre a essência da liderança, algumas vezes pelo autor reportada como "liderança servidora ou a verdadeira liderança" — uma concepção de liderança que se tem popularizado recentemente em empresas e organizações, embora, segundo o relato, exista desde tempos remotos.

## O autor
James C. Hunter é consultor-chefe da empresa J.D. Hunter Associates, LLC, uma empresa estadunidense de consultoria de relações de trabalho e treinamento fundada em 1985. Lastreado nos anos de sua experiência profissional, Hunter, além de consultor, tornou-se também instrutor e palestrante, principalmente na área de liderança funcional e organização de grupos comunitários. Atualmente, ele mora em Michigan (EUA) com sua esposa e filha.

## Sinopse
Conquanto o título original em língua inglesa (The Servant) seja, per si, bastante sugestivo, é o seu subtítulo (quer em inglês, quer em português, basicamente com os mesmos dizeres) que desvenda o seu segredo: Uma história sobre a essência da Liderança).
A família aparenta estar equilibrada em todos os sentidos, mas as coisas não eram exatamente como pareciam ser. Em seu trabalho, também encontrava problemas, estava passando por um momento difícil. Rachel sugere que ele se afaste durante alguns dias para refletir e colocar ordem nas coisas. Até que um pastor recomenda-lhe um retiro num mosteiro cristão, chamado João da Cruz, localizado perto de um lago, em Michigan, que abrigava de trinta a quarenta frades. Um deles era Leonard Hoffman, famoso empresário estadunidense que abandonara o mundo dos negócios para se tornar monge, em busca de um novo sentido para sua vida  —  fato que chama muita atenção de John. Ele decide aceitar a sugestão do pastor e de sua esposa.
Ao chegar ao local, John informa-se das regras locais para os sete dias de permanência. Lembra-se de perguntar por Leonard Hoffman, quer conhecê-lo, conversar sobre vários assuntos. Descobre que, ali, Hoffman tem um nome diferente: Simeão, nome que o tem acompanhado, aparentemente por estranha coincidência durante toda a sua vida.
Nas palestras, Simeão apresenta-se ao grupo formado por:  John Daily – executivo, Lee - pastor, Greg  - sargento do exército, Teresa - diretora de escola, Chris - treinadora do time de basquete e Kim – enfermeira,  e começa a falar sobre os princípios de liderança, bem como sobre a distinção entre autoridade e poder. Realça a importância de bem conjugar a realização duma tarefa com a construção saudável de relacionamentos. Enfatiza os paradigmas e mostra a importância de se os desafiar continuamente, em relação a si, aos demais, ao mundo. Ensina sobre o amor, para com as pessoas e as coisas. A paciência mostra auto-controle em face da adversidade. Após todas as palestras, John percebe o quanto haveria de mudar pelas informações que recebera e mostra expectativa de aplicar os princípios ao voltar para casa.
No relato, um dos integrantes do grupo faz o papel de "o do contra", o que faz o leitor perceber como lidar com uma pessoa que não concorda com tudo, como buscar e possibilitar o equilíbrio. Enfim, salienta-se a importância do relacionamento humano para a construção de uma ambiente saudável. Defende-se que a base da liderança não é o poder e sim a autoridade conquistada.

## Vendas
Nos Estados Unidos, o livro vendeu 200 mil exemplares em 12 anos. No Brasil, contudo, vendeu mais de 3 milhões de exemplares, tornando-se o maior sucesso de vendas da Editora Sextante.